# Jürgen von Stiten († 1612)
Jürgen von Stiten (* 1528 in Lübeck; † 1612 ebenda) war Ratsherr der Hansestadt Lübeck.

## Leben
Jürgen (Georg) von Stiten war Sohn des Lübschen Bürgers Hartwig von Stiten. Er gehörte 1580 zu den Neugründern der patrizischen Zirkelgesellschaft. 1590 wurde er in den Lübecker Rat erwählt und verstarb 1612 im Alter von 84.
Jürgen von Stiten war Schwager des Ratsherrn Hermann Warmboeke. Er bewohnte das Haus Mengstraße 10 in Lübeck und war Besitzer eines Teils des Gutes Schönböken und eines Hofes in Krempelsdorf.